# Dekanat Myślenice
Dekanat Myślenice – jeden z 45 dekanatów w rzymskokatolickiej archidiecezji krakowskiej.

## Parafie
W skład dekanatu wchodzi 12 parafii:
- parafia Niepokalanego Serca Najświętszej Maryi Panny – Borzęta
- parafia Matki Bożej Królowej Polski – Brzączowice
- parafia Najświętszego Serca Pana Jezusa – Bysina
- parafia Podwyższenia Krzyża Świętego – Jawornik
- parafia Narodzenia Najświętszej Maryi Panny – Myślenice
- parafia św. Brata Alberta – Myślenice
- parafia św. Franciszka z Asyżu – Myślenice-Zarabie
- parafia św. Wojciecha – Osieczany
- parafia św. Klemensa – Trzemeśnia
- parafia Wszystkich Świętych – Zakliczyn k. Myślenic
- parafia Podwyższenia Krzyża Świętego – Zawada
- parafia św. Jana Chrzciciela – Polanka

## Sąsiednie dekanaty
Dobczyce, Mogilany, Pcim, Sułkowice, Wieliczka